# Věžičky
Jako Věžičky se označuje obytný soubor na Porubské ulici v Ostravě-Porubě. Svůj název získal díky ornamentálním prvkům, které byly umístěny na střeše souboru.
Výstavba objektu probíhala v letech 1953–1956 jako součást budování nejstarší části tzv. „Nové Ostravy“ (dnes Poruby). Provedení domů reaguje nejen na ideové prvky socialistického realismu, ale také i na českou renesanční a novorenesanční architekturu, která byla přijata z ideologických důvodů jako vzor pro českou podobu sorely. Projekt „Věžiček“ byl vypracován ve Státním ústavu pro projektování měst a vesnic (Stavoprojekt) Ostrava, jeho autorem je architekt Boris Jelčaninov (ve spolupráci s Bronislavem Firlou). Celý blok byl dokončen roku 1956, posledním krokem byla sgrafitová výzdoba, která je provedena v nejvyšším patře jedné z částí bloku budov. Jejím autorem byl Ladislav Novák a znázorněny jsou hrající si děti, jednotlivá roční období, stejně jako různá řemesla.
V čele celého bloku se pak nachází průjezd domem k náměstí Vítězslava Nováka, vedený pod monumentální věží. Jižní část komplexu je pak doplněna sgrafity s dělnickou tematikou a nápisem „z ocele pěstí vzděláni silou hajte svá práva a světa mír“. Tato část bloku domů (č. p. 555) byla v roce 2009 prohlášena rozhodnutím MK ČR za kulturní památku. Důvodem pro vyhlášení byl fakt, že je dům jednak zachovaný víceméně v původním stavu, jednak že použitá sgrafita jsou v celé České republice jedinečná. Podobně jako byl nedaleký Oblouk inspirován Palácovým náměstím v Petrohradu, má i dominantní věž „Věžiček“ svůj vzor – a tím je již neexistující novorenesanční věžový dům „U Lhotků“ z pražské Vodičkovy ulice.

## Další informace
Poblíž se nachází Hlavní třída, Oblouk, Alšovo náměstí a Porubská metasekvoje.

## Reference

Sgrafitová výzdoba umístěná v jižním křídle budovy